# Marie Hjuler
Marie Hjuler (født Marie Charlotte Frederikke Fugl Staugaard; 10. december 1894 i Kristrup, død 10. august 1986) var en dansk tegner, kendt for sine børnebogsillustrationer og tegneserien Lone og lille Lasse udgivet i Politiken, med tekst af Christy Bentzon. Derudover har hun blandt andet arbejdet sammen med Estrid Ott og Karin Michaëlis, og for ugebladet Hjemmet fra 1929-31.
Hun var datter af Conrad Staugaard og Frederikke Charlotte Vilhelmine (f. Fugl), og blev den 13. april 1916 gift med arkitekten Elliot Hjuler.